# مرینداد د ستسکوئبا
مرینداد د ستسکوئبا (به اسپانیایی: Merindad de Sotoscueva) یک شهرستان در اسپانیا است.